# Lucy Wirth
Lucy Wirth (* 1984 in Zürich) ist eine Schweizer Schauspielerin.

## Leben
Lucy Wirth wuchs in ihrer Geburtsstadt Zürich auf. Von 2004 bis 2007 absolvierte sie ihr Schauspielstudium an der Otto-Falckenberg-Schule in München. Während ihrer Ausbildung trat sie bereits an den Münchner Kammerspielen auf.
Ihr erstes Festengagement hatte sie von 2007 bis 2009 am Stadttheater Bern. Dort spielte sie u. a. die Titelrolle in «Yvonne, die Burgunderprinzessin» von Witold Gombrowicz (Regie: Matthias Kaschig, 2008), die Célimène in «Der Menschenfeind» (Regie: Stefan Otteni, 2008) und Stella in «Endstation Sehnsucht» (Regie: Ingo Kerkhof, 2009). Von 2009 bis 2011 war sie unter der Intendanz von Dieter Dorn festes Ensemblemitglied am Bayerischen Staatsschauspiel, wo sie u. a. die Hero in «Viel Lärm um nichts» (2010, Regie: Jan Philipp Gloger), die Titelrolle in «Rose Bernd» (2010, Regie: Enrico Lübbe) und Das Käthchen von Heilbronn (2011, Regie: Dieter Dorn) spielte.
2011 gastierte sie am Theater Augsburg als Dorine in «Tartuffe» (mit Nicholas Reinke als Partner) und als Amalia in «Die Räuber».
Ab der Spielzeit 2012/13 war sie bis 2014 für zwei Spielzeiten festes Ensemblemitglied der Schaubühne Berlin, wo sie u. a. in «The Black Rider» (Regie: Friederike Heller, 2012), in «Angst essen Deutschland auf» nach Texten von Rainer Werner Fassbinder (Regie: Patrick Wengenroth, 2013) und als Karin Timm in »Die bitteren Tränen der Petra von Kant« (Regie: Patrick Wengenroth, 2013) auftrat.
In der Spielzeit 2015/16 gastierte sie am Theater am Neumarkt Zürich in «Nora. Ein Puppenhaus». In der Spielzeit 2018/19 trat sie dort in der Solo-Performance »Gun Love« (nach dem gefeierten Roman von Jennifer Clement) auf.
Lucy Wirth stand auch für mehrere Film- und Fernseharbeiten vor der Kamera. In «Drei Stunden», dem Abschlussfilm des Regisseurs und Drehbuchautors Boris Kunz, der im Oktober 2012 bei den Hofer Filmtagen 2012 seine Premiere hatte, spielte sie, an der Seite von Nicholas Reinke und Claudia Eisinger in den Hauptrollen, die Johanna, eine Figur, die „kompromisslos an die Liebe glaubt“.
In dem österreichischen TV-Film «Ein Dorf wehrt sich» (2019) war sie als Gräfin Luise von Gosling, die Mätresse des SS-Führers Ernst Kaltenbrunner (Oliver Masucci), zu sehen. Im Münchner «Polizeiruf 110: Der Ort, von dem die Wolken kommen» (Erstausstrahlung: September 2019) war sie als „eiskalte, verführerische Killerin im Pelz“ die gefährliche Gegenspielerin des Ermittlerteams um Polizeioberkommissarin Elisabeth Eyckhoff (Verena Altenberger).
Lucy Wirth, die neben der Schweizer Staatsbürgerschaft auch die US-amerikanische Staatsangehörigkeit besitzt, lebt in München.

## Auszeichnungen
Lucy Wirth wurde für ihre darstellerischen Leistungen mehrfach ausgezeichnet. Sie erhielt zweimal den Kurt-Meisel-Preis, zunächst für ihre Darstellung in dem Solo-Abend «Die rote Zora» (2010) und im darauffolgenden Jahr für die Titelrolle «Das Käthchen von Heilbronn» (2011), jeweils am Bayerischen Staatsschauspiel. 2011 folgte der Bayerische Kunstförderpreis und 2012 der Förderpreis der Internationalen Bodenseekonferenz.

## Filmografie (Auswahl)
- 2010: Hinter diesen Bergen (Kinofilm)
- 2012: Drei Stunden (Kinofilm)
- 2015: Stöffitown (Fernsehfilm)
- 2018: Labaule & Erben: Der Heiner kommt (Fernsehserie, eine Folge)
- 2019: Zimmer mit Stall – Tierisch gute Ferien (Fernsehfilm)
- 2019: Ein Dorf wehrt sich (Fernsehfilm)
- 2019: Polizeiruf 110: Der Ort, von dem die Wolken kommen (Fernsehreihe)
- 2019: Hindafing (Fernsehserie, eine Folge)
- 2022: WaPo Bodensee (Fernsehserie, Folge Die Frau im Wald)